# Скаленакис, Георгиос
Георгиос Скаленакис (греч. Γιώργος Σκαλενάκης, 17 мая 1926, Порт-Саид, Египет — Афины 14 сентября 2014) — видный греческий и чешский кинорежиссёр.

## Биография
Георгиос, или просто Йоргос (Γιώργος), Скаленакис родился в 1926 году в египетском Порт-Саиде в многочисленной тогда греческой общине города.
Связав свою молодость с компартией Греции, по окончании Гражданской войны в Греции в 1949 году, Скаленакис оказался в числе тысяч греческих коммунистов и людей левых убеждений, нашедших убежище в социалистических странах Восточной Европы. Скаленакис поселился в Чехословакии.
Закончил кинематографическую академию в Праге (Filmová a televizní fakulta Akademie múzických umění), где был сокурсником и стал дружен с Милошом Форманом.
По окончании Академии снял ряд короткометражных фильмов. Его первым полнометражным фильмом был «Пражский блюз» (1963).
Фильм имел успех и, кроме прочего, сделал его известным в кинематографических кругах Греции.
В 1966 году, по приглашению и при содействии греческой киностудии «Т. Дамаскинос — Β. Μихаилидис», он вернулся в Грецию, где снял свой первый греческий полнометражный фильм «Струнный перебор» (Διπλοπενιές), ставший известным в прокате за границей под именем «Танцуя Сиртаки», или просто «Сиртаки» (1967).
Самыми известными картинами Скаленакиса являются: «Ах эта моя жена» (1967), «Пиковая дама» (1966), «Операция Аполлон» (1968), «Византийская рапсодия» (1968) и др..
В 1969 году он снял фильм «Остров Афродиты», где главную роль играла всемирно известная Катина Паксину. Отметим, что это был первый и единственный фильм Паксину, где она играла на своём родном языке.
Скаленакис также работал на греческом телевидении, сняв ряд телесериалов. Одним из них был сериал «Оккупация» (1973), который он снял вместе с Клаусом Кински.
С 1975 года он преподавал в школе кинематографа Ликурга Ставракоса.
Георгиос Скаленакис умер 14 сентября 2014 года и был похоронен на Первом афинском кладбище.